# Redledgeïta
La redledgeïta és un mineral de la classe dels òxids, que pertany al grup de la priderita. Rep el nom de la mina Red Ledge, als Estats Units, on va ser descoberta.

## Característiques
La redledgeïta és un òxid de fórmula química Ba(Ti₆Cr3+
2)O16. Cristal·litza en el sistema tetragonal. La seva duresa a l'escala de Mohs es troba entre 6 i 7.
Segons la classificació de Nickel-Strunz, la redledgeïta pertany a «04.DK: Òxids amb proporció Metall:Oxigen = 1:2 i similars, amb cations grans (+- mida mitjana); estructures de túnel» juntament amb els següents minerals: akaganeïta, coronadita, criptomelana, hol·landita, manjiroïta, mannardita, priderita, henrymeyerita, estronciomelana, romanechita i todorokita.

## Formació i jaciments
Va ser descoberta a la mina Red Ledge, situada a la localitat de Washington, al districte homònim del comtat de Nevada, a l'estat de Califòrnia (Estats Units). També ha estat descrita a la regió dels Urals (Rússia) i a la Lombardia (Itàlia). Es tracta dels tres únics indrets en tot el planeta on ha estat trobada aquesta espècie mineral.